# Massenbachhausen
Massenbachhausen är en kommun och ort i Landkreis Heilbronn i regionen Heilbronn-Franken i Regierungsbezirk Stuttgart i förbundslandet Baden-Württemberg i Tyskland.
Kommunen ingår i kommunalförbundet Schwaigern tillsammans med staden Schwaigern.